# Christopher David Kentish Cook
Christopher David Kentish Cook ( 1933) es un botánico brito-suizo. Pertenece al Jardín botánico del Instituto de Botánica Sistemática, de la Universidad de Zúrich. Fue coautor del género Ranunculus (XXXVI Ranunculaceae. Tomo 1) de la "Flora Ibérica".

## Algunas publicaciones
- christopher d. kentish Cook. 1989. Taxonomic revision of Monochoria (Pontederiaceae). Mitteilungen aus dem Botanischen Museum der U. Zürich, 39: 149-184

- --------------------------------------. 1985. Range Extensions of Aquatic Vascular Plant Species. Mitteilungen aus dem Botanischen Museum der U. Zürich 368: 1-6

- --------------------------------------. 1982. A Revision of the Genus Hydrocharis (Hydrocharitaceae). Mitteilungen aus dem Botanischen Museum der U. Zürich 341

- tarla k. Patel, c.d.k. Cook. 1976. Embryological studies on Ranunculus tripartitus DC. (Ranunculaceae). 24 pp.

### Libros
- Cook, c.d.k.; b.j. Gut, e.m. Rix. 1974. Water Plants of the World: A Manual for the Identification of the Genera of Freshwater Macrophytes. 576 pp. ISBN 90-6193-024-3
- 1996. Aquatic Plant Book. Ed. SPB Academic Publishing. 228 pp. ISBN 90-5103-132-7
- 1996. Aquatic And Wetland Plants Of India. Ed. Oxford University Press. ISBN 0-01-985421-8

- La abreviatura «C.D.K.Cook» se emplea para indicar a Christopher David Kentish Cook como autoridad en la descripción y clasificación científica de los vegetales.[4]